# Discographie de Dire Straits
La discographie de Dire Straits, groupe de rock britannique, comprend l'ensemble des disques publiés au cours de leur carrière. Elle est composée de six albums studio, trois albums live, trois compilations, deux EP, deux DVD et une vingtaine de singles. Le groupe a vendu plus de 120 millions d'albums à travers le monde, a remporté quatre Grammy Awards et trois Brit Awards.

## Présentation
Le premier fait discographique du groupe est la sortie du single Sultans of Swing en mai 1978. D'abord publiée sous forme de démo en 1977, cette chanson profite d'une diffusion régulière sur BBC Radio London et permet au groupe de signer un contrat avec Phonogram. Elle est réenregistrer et sort en support du premier album Dire Straits qui sort en juin 1978 au Royaume-Uni. Le single (UK # 8, US # 4) ainsi que l'album (UK # 5, US # 2) connaissent un succès immédiat. Le groupe sort deux autres albums, Communiqué (1979 UK # 5, US # 11) et Making Movies (1979 UK # 4, US # 19) avant de connaitre son premier numéro un au Royaume-Uni avec l'album Love over Gold. En 1985, sort Brothers in Arms qui sera l'album le plus vendu du groupe mais qui figure aussi parmi les albums les plus vendus dans le monde avec plus de trente millions d'exemplaires écoulés. L'album se classa à la première place des principaux classements mondiaux dont fait partie la France. En 1987, près la tournée de promotion de l'album, Mark Knopfler décide une première fois de mettre fin au groupe notamment pour se consacrer à d'autres projets musicaux. Le groupe se réunira à nouveau en 1990 pour enregistrer (à ce jour) son dernier album studio, On Every Street qui sortira en 1991. Si bien sûr il ne connaitra pas le succès phénoménal de son prédécesseur, il se classa néanmoins à la première place dans les charts mondiaux. Après la tournée de promotion, le groupe sera définitivement dissolu.

## Albums

### Albums studio
| Titre                                                                          | Classements des ventes | Classements des ventes | Classements des ventes | Classements des ventes | Classements des ventes | Classements des ventes | Classements des ventes | Classements des ventes | Classements des ventes | Classements des ventes | Classements des ventes | Classements des ventes | Classements des ventes | Classements des ventes | Classements des ventes | Classements des ventes | Classements des ventes | Classements des ventes | Classements des ventes | Classements des ventes | Certifications |
| Titre                                                                          | R-U                    | ALL                    | AUS                    | AUT                    | BEL                    | BEL                    | CAN                    | DAN                    | ECO                    | ESP                    | FIN                    | FRA                    | ITA                    | NOR                    | N-Z                    | P-B                    | POR                    | SUÈ                    | SUI                    | USA                    | Certifications |
| Titre                                                                          | R-U                    | ALL                    | AUS                    | AUT                    | (V)                    | (W)                    | CAN                    | DAN                    | ECO                    | ESP                    | FIN                    | FRA                    | ITA                    | NOR                    | N-Z                    | P-B                    | POR                    | SUÈ                    | SUI                    | USA                    | Certifications |
| ------------------------------------------------------------------------------ | ---------------------- | ---------------------- | ---------------------- | ---------------------- | ---------------------- | ---------------------- | ---------------------- | ---------------------- | ---------------------- | ---------------------- | ---------------------- | ---------------------- | ---------------------- | ---------------------- | ---------------------- | ---------------------- | ---------------------- | ---------------------- | ---------------------- | ---------------------- | --- |
| Dire Straits - Sortie : 9 juin 1978 - Label : Vertigo Records                  | 5                      | 3                      | 1                      | 17                     | 145                    | —                      | 2                      | —                      | —                      | —                      | —                      | 1                      | —                      | 10                     | 2                      | 3                      | 164                    | 6                      | —                      | 2                      | Platine · Platine · 4 × Platine · 5 × Platine · Platine · Platine · Platine · 2 × Platine · 2 × Platine                                                               |
| Communiqué - Sortie : 15 juin 1979 - Label : Vertigo                           | 5                      | 1                      | 5                      | 7                      | —                      | —                      | 14                     | —                      | —                      | —                      | —                      | 3                      | 17                     | 2                      | 1                      | 3                      | —                      | 1                      | —                      | 11                     | Platine · Platine · 2 × Platine · Or · 2 × Platine · Or · Or · Platine · 3 × Platine · Or                                                                             |
| Making Movies - Sortie : 17 octobre 1980 - Label : Vertigo                     | 4                      | 7                      | 6                      | 15                     | —                      | —                      | 21                     | —                      | 51                     | —                      | —                      | 6                      | 1                      | 1                      | 3                      | 6                      | —                      | 4                      | —                      | 19                     | 2 × Platine · Or · 2 × Platine · Platine · Or · Platine · Platine · Or · Or · Platine                                                                                 |
| Love over Gold - Sortie : 24 septembre 1982 - Label : Vertigo                  | 1                      | 4                      | 1                      | 1                      | —                      | —                      | 6                      | —                      | 61                     | —                      | —                      | 2                      | 1                      | 1                      | 1                      | 1                      | —                      | 2                      | —                      | 19                     | 2 × Platine · Platine · Platine · Platine · Platine · Or · Platine · Or                                                                                               |
| Brothers in Arms - Sortie : 17 mai 1985 - Label : Vertigo                      | 1                      | 1                      | 1                      | 1                      | 8                      | 7                      | 1                      | 26                     | 2                      | 12                     | 31                     | 1                      | 4                      | 1                      | 1                      | 1                      | 13                     | 1                      | 1                      | 1                      | 15 × Platine · Platine · 17 × Platine · 4 × Platine · 4 × Platine · Diamant · 6 × Platine · 2 × Platine · Diamant · 2 × Platine · Platine · 6 × Platine · 9 × Platine |
| On Every Street - Sortie : 9 septembre 1991 - Label : Vertigo                  | 1                      | 1                      | 1                      | 1                      | —                      | —                      | 3                      | —                      | —                      | —                      | —                      | 1                      | 1                      | 1                      | 1                      | 1                      | —                      | 1                      | 1                      | 12                     | 2 × Platine · Platine · 2 × Platine · Platine · 2 × Platine · Platine · Diamant · Platine · Platine · 2 × Platine · 4 × Platine · Platine                             |
| "—" indique que l'album n'entra pas dans les classements musicaux de ces pays. |                        |                        |                        |                        |                        |                        |                        |                        |                        |                        |                        |                        |                        |                        |                        |                        |                        |                        |                        |                        | |

### Albums Live
| Titre                                                                          | Classements des ventes | Classements des ventes | Classements des ventes | Classements des ventes | Classements des ventes | Classements des ventes | Classements des ventes | Classements des ventes | Classements des ventes | Classements des ventes | Classements des ventes | Classements des ventes | Classements des ventes | Classements des ventes | Classements des ventes | Certifications                                         |
| Titre                                                                          | R-U                    | ALL                    | AUS                    | AUT                    | CAN                    | ECO                    | ESP                    | FRA                    | ITA                    | NOR                    | N-Z                    | P-B                    | SUÈ                    | SUI                    | USA                    | Certifications                                         |
| ------------------------------------------------------------------------------ | ---------------------- | ---------------------- | ---------------------- | ---------------------- | ---------------------- | ---------------------- | ---------------------- | ---------------------- | ---------------------- | ---------------------- | ---------------------- | ---------------------- | ---------------------- | ---------------------- | ---------------------- | ------------------------------------------------------ |
| Alchemy: Dire Straits Live - Sortie : 16 mars 1984 - Label : Vertigo           | 3                      | 8                      | 3                      | 9                      | 26                     | —                      | 55                     | 4                      | 20                     | 7                      | 3                      | 1                      | 19                     | 3                      | 46                     | : Platine · Or · Or · Or · Or · Platine · Platine · Or |
| On the Night - Sortie : 10 mai 1993 - Label : Vertigo                          | 4                      | 7                      | 5                      | 1                      | 33                     | 91                     | 97                     | 1                      | 3                      | 5                      | 10                     | 2                      | 14                     | 5                      | —                      | Or · Or · Or · Platine · Or · Platine · Or             |
| Live at the BBC - Sortie : 26 juin 1995 - Label : Vertigo                      | 71                     | —                      | —                      | —                      | —                      | —                      | —                      | 13                     | —                      | —                      | —                      | 15                     | —                      | 45                     | —                      | · Or                                                   |
| "—" indique que l'album n'entra pas dans les classements musicaux de ces pays. |                        |                        |                        |                        |                        |                        |                        |                        |                        |                        |                        |                        |                        |                        |                        |                                                        |

### Principales compilations
| Titre | Classements des ventes | Classements des ventes | Classements des ventes | Classements des ventes | Classements des ventes | Classements des ventes | Classements des ventes | Classements des ventes | Classements des ventes | Classements des ventes | Classements des ventes | Classements des ventes | Classements des ventes | Classements des ventes | Classements des ventes | Classements des ventes | Classements des ventes | Classements des ventes | Classements des ventes | Classements des ventes | Certifications                                                                                                |
| Titre | R-U                    | ALL                    | AUS                    | AUT                    | BEL                    | BEL                    | CAN                    | DAN                    | ECO                    | ESP                    | FIN                    | FRA                    | ITA                    | NOR                    | N-Z                    | P-B                    | POR                    | SUÈ                    | SUI                    | USA                    | Certifications                                                                                                |
| Titre | R-U                    | ALL                    | AUS                    | AUT                    | (V)                    | (W)                    | CAN                    | DAN                    | ECO                    | ESP                    | FIN                    | FRA                    | ITA                    | NOR                    | N-Z                    | P-B                    | POR                    | SUÈ                    | SUI                    | USA                    | Certifications                                                                                                |
| --- | ---------------------- | ---------------------- | ---------------------- | ---------------------- | ---------------------- | ---------------------- | ---------------------- | ---------------------- | ---------------------- | ---------------------- | ---------------------- | ---------------------- | ---------------------- | ---------------------- | ---------------------- | ---------------------- | ---------------------- | ---------------------- | ---------------------- | ---------------------- | --- |
| Money for Nothing - Sortie : 17 octobre 1988 - Label : Vertigo                                                                   | 1                      | 2                      | 3                      | 3                      | —                      | 84                     | —                      | —                      | 50                     | —                      | —                      | 1                      | 2                      | 3                      | 2                      | 1                      | 32                     | 8                      | 1                      | 62                     | 4 × Platine · Platine · 3 × Platine · Platine · Or · Diamant · Platine · Platine · 3 × Platine · Platine      |
| Sultans of Swing: The Very Best of Dire Straits - Sortie : 19 octobre 1998 - Label : Vertigo                                     | 6                      | 6                      | 4                      | 5                      | 3                      | —                      | 60                     | 6                      | 9                      | 44                     | 1                      | 1                      | 4                      | 2                      | 6                      | 6                      | —                      | 6                      | 3                      | 116                    | 2 × Platine · Or · 6 × Platine · Or · Platine · 2 × Platine · Platine · Platine · Or · Platine · Or · Platine |
| Private Investigations: The Best of Dire Straits & Mark Knopfler - Sortie : 11 novembre 2005 - Label : Vertigo                   | 20                     | 36                     | 35                     | 44                     | 14                     | 32                     | —                      | 5                      | 20                     | 7                      | 17                     | 134                    | 21                     | 5                      | 17                     | 23                     | 3                      | 3                      | 15                     | —                      | 4 × Platine · Platine · Platine · Platine · Platine · Platine · Or                                            |
| The Studio Albums 1978–1991 - Sortie : - LP: Novembre 2013 - CD: 9 octobre 2020 - Label : Mercury Records - Box set 6 LP ou 6 CD | 9                      | 13                     | —                      | 19                     | —                      | —                      | —                      | —                      | 4                      | 34                     | 46                     | —                      | 23                     | —                      | —                      | 18                     | 15                     | —                      | 25                     | —                      | — |
| Live 1978 - 1992 - Sortie : 3 novembre 2023 - Label : Vertigo - Box set 8 CD                                                     | 81                     | 7                      | —                      | 6                      | 22                     | 23                     | —                      | —                      | 13                     | 21                     | —                      | 21                     | 81                     | —                      | —                      | 10                     | —                      | —                      | 5                      | —                      | — |
| "—" indique que l'album n'entra pas dans les classements musicaux de ces pays.                                                   |                        |                        |                        |                        |                        |                        |                        |                        |                        |                        |                        |                        |                        |                        |                        |                        |                        |                        |                        |                        | |

## EP's
| Titre                                                                          | Classements des ventes | Classements des ventes | Classements des ventes | Classements des ventes | Classements des ventes | Classements des ventes | Classements des ventes | Classements des ventes | Classements des ventes | Classements des ventes | Classements des ventes |
| Titre                                                                          | UK                     | ALL                    | AUS                    | AUT                    | BEL (V)                | CAN                    | FRA                    | ITA                    | NOR                    | P-B                    | SUI                    |
| ------------------------------------------------------------------------------ | ---------------------- | ---------------------- | ---------------------- | ---------------------- | ---------------------- | ---------------------- | ---------------------- | ---------------------- | ---------------------- | ---------------------- | ---------------------- |
| ExtendedancEPlay - Sortie : 10 janvier 1983 (UK) - Label : Vertigo             | —                      | —                      | —                      | —                      | —                      | 12                     | —                      | —                      | —                      | —                      | —                      |
| Encores - Sortie : 10 mai 1993 - Label : Vertigo                               | 31                     | 34                     | 47                     | 19                     | 18                     | 91                     | 1                      | 7                      | 10                     | 3                      | 20                     |
| The Honky Tonk Demos - Sortie : 18 avril 2015 - Label : UMC / Mercury          | —                      | —                      | —                      | —                      | —                      | —                      | —                      | —                      | —                      | —                      | —                      |
| "—" indique que l'album n'entra pas dans les classements musicaux de ces pays. |                        |                        |                        |                        |                        |                        |                        |                        |                        |                        |                        |

## Singles

### Classements
| Titre                                                                          | Détails                                                                                         | Classements des ventes | Classements des ventes | Classements des ventes | Classements des ventes | Classements des ventes | Classements des ventes | Classements des ventes | Classements des ventes | Classements des ventes | Classements des ventes | Classements des ventes | Classements des ventes | Classements des ventes | Classements des ventes | Classements des ventes | De l'album                 |
| Titre                                                                          | Détails                                                                                         | UK                     | ALL                    | AUS                    | AUT                    | BEL (V)                | CAN                    | FRA                    | IRL                    | ITA                    | NOR                    | N-Z                    | P-B                    | SUÈ                    | SUI                    | USA Hot 100            | De l'album                 |
| ------------------------------------------------------------------------------ | ----------------------------------------------------------------------------------------------- | ---------------------- | ---------------------- | ---------------------- | ---------------------- | ---------------------- | ---------------------- | ---------------------- | ---------------------- | ---------------------- | ---------------------- | ---------------------- | ---------------------- | ---------------------- | ---------------------- | ---------------------- | -------------------------- |
| Sultans of Swing                                                               | - Sortie: 19 mai 1978 - Face B: Eastbound Train (Live) - Label: Vertigo                         | 8                      | 20                     | 6                      | —                      | 14                     | 4                      | 36                     | 6                      | 35                     | 85                     | 12                     | 11                     | 66                     | —                      | 4                      | Dire Straits               |
| Water of Love                                                                  | - Sortie: octobre 1978 - Face B: Down to the Waterline - Label: Vertigo                         | —                      | —                      | —                      | —                      | —                      | —                      | —                      | —                      | —                      | —                      | —                      | 28                     | —                      | —                      | —                      | Dire Straits               |
| Wild West End                                                                  | - Sortie: 1978 - Face AA: Down the Waterline - Label: Vertigo                                   | —                      | —                      | —                      | —                      | —                      | —                      | —                      | —                      | —                      | —                      | —                      | —                      | —                      | —                      | —                      | Dire Straits               |
| Lady Writer                                                                    | - Sortie: juillet 1979 - Face B: Where Do You Think You're Going? - Label: Vertigo              | 51                     | —                      | —                      | —                      | —                      | 51                     | 34                     | —                      | —                      | —                      | 39                     | 18                     | —                      | —                      | 45                     | Communiqué                 |
| Once Upon A Time In The West                                                   | - Sortie : octobre 1979 - Face B: News - Label: Warner Bros Records                             | —                      | —                      | —                      | —                      | —                      | —                      | —                      | —                      | —                      | —                      | —                      | —                      | —                      | —                      | —                      | Communiqué                 |
| Tunnel of Love                                                                 | - Sortie: 24 octobre 1980 - Face B: Tunnel of Love (Part.2) - Label: Vertigo                    | 54                     | 44                     | —                      | —                      | —                      | —                      | 52                     | —                      | 7                      | —                      | —                      | 28                     | —                      | —                      | —                      | Making Movies              |
| Romeo and Juliet                                                               | - Sortie: 9 janvier 1981 - Face B: Solid Rock - Label: Vertigo                                  | 8                      | —                      | —                      | —                      | —                      | —                      | —                      | 5                      | —                      | —                      | —                      | —                      | —                      | —                      | —                      | Making Movies              |
| Skateway                                                                       | - Sortie: mars 1981 - Face B: Solid Rock - Label: Vertigo                                       | 37                     | —                      | —                      | —                      | —                      | —                      | —                      | 17                     | —                      | —                      | 47                     | —                      | —                      | —                      | 58                     | Making Movies              |
| Private Investigations                                                         | - Sortie: 27 août 1982 - Face B: Badges, Posters, Stickers, T Shirts - Label: Vertigo           | 2                      | —                      | —                      | 19                     | 1                      | —                      | 4                      | 2                      | 13                     | —                      | 16                     | 1                      | —                      | 4                      | —                      | Love Over Gold             |
| Industrial Disease                                                             | - Sortie : 31 octobre 1982 - Face B: Badges, Posters, Stickers, T Shirts - Label: Vertigo       | —                      | —                      | —                      | —                      | —                      | 18                     | —                      | —                      | —                      | —                      | —                      | —                      | —                      | —                      | 75                     | Love Over Gold             |
| Twisting by the Pool                                                           | - Sortie: 14 janvier 1983 - Face B: Two Young Lovers / If I Had You - Label: Vertigo            | 14                     | 31                     | 2                      | —                      | 6                      | 18                     | 29                     | 13                     | —                      | 6                      | 1                      | 6                      | 13                     | 11                     | —                      | ExtendedancEPlay           |
| Love over Gold (live)                                                          | - Sortie: Février 1984 - Face B: Solid Rock (live) - Label: Vertigo                             | 50                     | —                      | —                      | —                      | —                      | —                      | 15                     | —                      | —                      | —                      | 29                     | 43                     | —                      | —                      | —                      | Alchemy: Dire Straits Live |
| So Far Away                                                                    | - Sortie: 8 avril 1985 - Face B: Walk of Life - Label: Vertigo                                  | 20                     | —                      | —                      | —                      | 21                     | 24                     | 20                     | 14                     | 33                     | 4                      | 25                     | 23                     | 7                      | 6                      | 19                     | Brothers of Arms           |
| Money for Nothing                                                              | - Sortie: 24 juin 1985 - Face B: Love Over Gold (live) - Label: Vertigo                         | 4                      | 19                     | 4                      | 7                      | 38                     | 1                      | 6                      | 6                      | —                      | —                      | 4                      | 35                     | —                      | 22                     | 1                      | Brothers of Arms           |
| Brothers in Arms                                                               | - Sortie: 14 octobre 1985 - Face B: Going Home - Theme From 'Local Hero (live) - Label: Vertigo | 16                     | —                      | —                      | —                      | —                      | —                      | —                      | 10                     | —                      | —                      | 5                      | 59                     | —                      | —                      | —                      | Brothers of Arms           |
| Walk of Life                                                                   | - Sortie: 29 novembre 1985 - Face B: One World - Label: Vertigo                                 | 2                      | 15                     | 11                     | 18                     | 32                     | 7                      | 42                     | 1                      | —                      | —                      | 3                      | 17                     | 98                     | 24                     | 7                      | Brothers of Arms           |
| Your Latest Trick                                                              | - Sortie: 28 avril 1986 - Face B: Irish Boy / The Long Road - Label: Vertigo                    | 26                     | —                      | —                      | —                      | —                      | —                      | —                      | 6                      | 3                      | —                      | 47                     | —                      | —                      | —                      | —                      | Brothers of Arms           |
| Sultans of Swing ' 88                                                          | - Sortie: octobre 1988 - Face B: Portobello Belle (live) - Label: Vertigo                       | 62                     | —                      | —                      | —                      | —                      | —                      | 22                     | —                      | —                      | —                      | —                      | —                      | —                      | —                      | —                      | Money for Nothing          |
| Money for Nothing                                                              | - Sortie: 1989 - Face B: Brothers in Arms - Label: Vertigo                                      | —                      | —                      | —                      | —                      | —                      | —                      | 34                     | —                      | —                      | —                      | —                      | —                      | —                      | —                      | —                      | Money for Nothing          |
| Calling Elvis                                                                  | - Sortie: 18 août 1991 - Face B: Iron Hand / Millionaire Blues - Label: Vertigo                 | 21                     | 8                      | 8                      | 8                      | 2                      | 4                      | 7                      | 2                      | 3                      | 2                      | 9                      | 4                      | 6                      | 2                      | —                      | On Every Street            |
| Heavy Fuel                                                                     | - Sortie: 4 novembre 1991 - Face B: Planet of New Orleans - Label: Vertigo                      | 55                     | 48                     | 26                     | —                      | 19                     | 17                     | 32                     | —                      | 22                     | —                      | 34                     | 25                     | —                      | —                      | —                      | On Every Street            |
| On Every Street                                                                | - Sortie: 3 février 1992 - Face B: Romeo and Juliet - Label: Vertigo                            | 42                     | —                      | —                      | —                      | —                      | —                      | 23                     | —                      | —                      | —                      | —                      | 42                     | —                      | —                      | —                      | On Every Street            |
| The Bug                                                                        | - Sortie: juin 1992 - Face B: Twisting by the Pool - Label: Vertigo                             | 67                     | 52                     | —                      | —                      | 36                     | 21                     | 44                     | —                      | —                      | —                      | —                      | 24                     | —                      | —                      | —                      | On Every Street            |
| You and Your Friend                                                            | - Sortie: novembre 1992 - Face B: Badges, Posters, Stickers, T-Shirts - Label: Vertigo          | —                      | —                      | —                      | —                      | —                      | —                      | 49                     | —                      | —                      | —                      | —                      | 62                     | —                      | —                      | —                      | On Every Street            |
| Ticket to Heaven                                                               | - Sortie : juin 1994 - Face B: Ticket to Heaven - Label: Vertigo                                | —                      | —                      | —                      | —                      | —                      | —                      | —                      | —                      | —                      | —                      | —                      | 43                     | —                      | —                      | —                      | On Every Street            |
| Your Latest Trick(live)                                                        | - Sortie : 1993 - Promo - Label: Vertigo                                                        | —                      | —                      | —                      | —                      | —                      | —                      | —                      | —                      | —                      | —                      | —                      | —                      | —                      | —                      | —                      | On The Night               |
| "—" indique que l'album n'entra pas dans les classements musicaux de ces pays. |                                                                                                 |                        |                        |                        |                        |                        |                        |                        |                        |                        |                        |                        |                        |                        |                        |                        |                            |

### Certifications
| Titre                  | Pays             | Certifications | Réf.    |
| ---------------------- | ---------------- | -------------- | ------- |
| Sultans of Swing       | Royaume-Uni      | 3 × Platine    | [ 134 ] |
| Sultans of Swing       | Allemagne        | Platine        | [ 24 ]  |
| Sultans of Swing       | Canada           | Or             | [ 135 ] |
| Sultans of Swing       | Danemark         | 2 × Platine    | [ 136 ] |
| Sultans of Swing       | Italie           | 3 × Platine    | [ 137 ] |
| Sultans of Swing       | Nouvelle-Zélande | 8 × Platine    | [ 138 ] |
| Water of Love          | Nouvelle-Zélande | Or             | [ 138 ] |
| Wild West End          | Nouvelle-Zélande | Or             | [ 138 ] |
| Down to the Waterline  | Nouvelle-Zélande | Platine        | [ 138 ] |
| Six Blades Knife       | Nouvelle-Zélande | Or             | [ 138 ] |
| Tunnel of Love         | Royaume-Uni      | Argent         | [ 139 ] |
| Tunnel of Love         | Italie           | Or             | [ 140 ] |
| Tunnel of Love         | Nouvelle-Zélande | Or             | [ 138 ] |
| Lady Writer            | Nouvelle-Zélande | Platine        | [ 138 ] |
| Lady Writer            | Nouvelle-Zélande | Or             | [ 138 ] |
| Romeo and Juliet       | Royaume-Uni      | Platine        | [ 141 ] |
| Romeo and Juliet       | Danemark         | Or             | [ 142 ] |
| Romeo and Juliet       | Italie           | Platine        | [ 143 ] |
| Romeo and Juliet       | Nouvelle-Zélande | 3 × Platine    | [ 138 ] |
| Private Investigations | Royaume-Uni      | Argent         | [ 144 ] |
| Private Investigations | Nouvelle-Zélande | Platine        | [ 138 ] |
| Telegraph Road         | Nouvelle-Zélande | Or             | [ 138 ] |
| So Far Away            | Royaume-Uni      | Argent         | [ 145 ] |
| So Far Away            | Nouvelle-Zélande | Or             | [ 138 ] |
| Money for Nothing      | Royaume-Uni      | 2 × Platine    | [ 146 ] |
| Money for Nothing      | Allemagne        | Or             | [ 24 ]  |
| Money for Nothing      | Canada           | Or             | [ 135 ] |
| Money for Nothing      | Danemark         | Platine        | [ 147 ] |
| Money for Nothing      | Italie           | Platine        | [ 140 ] |
| Money for Nothing      | Nouvelle-Zélande | 4 × Platine    | [ 138 ] |
| Brothers in Arms       | Royaume-Uni      | Platine        | [ 148 ] |
| Brothers in Arms       | Allemagne        | Or             | [ 24 ]  |
| Brothers in Arms       | Danemark         | Platine        | [ 149 ] |
| Brothers in Arms       | Italie           | Platine        | [ 140 ] |
| Brothers in Arms       | Nouvelle-Zélande | 3 × Platine    | [ 138 ] |
| Walk of Life           | Royaume-Uni      | 2 × Platine    | [ 150 ] |
| Walk of Life           | Danemark         | Or             | [ 151 ] |
| Walk of Life           | Italie           | Platine        | [ 140 ] |
| Walk of Life           | Nouvelle-Zélande | 5 × Platine    | [ 138 ] |
| Your Latest Trick      | Royaume-Uni      | Argent         | [ 152 ] |
| Your Latest Trick      | Nouvelle-Zélande | Or             | [ 138 ] |

## Vidéos
| Titre                                                  | Détails                                                        |
| ------------------------------------------------------ | -------------------------------------------------------------- |
| Making Movies                                          | - Sortie: 1984 - Durée: 22 min. - Label: Warner Home Video     |
| Alchemy: Dire Straits Live                             | - Sortie: 1984 - Durée: 90 min. - Label: PolyGram Music Video  |
| Brothers in Arms (The Video Singles)                   | - Sortie: 1985 - Durée: 20 min. - Label: PolyGram music Video  |
| Brothers in Arms (The Video Singles)                   | - Sortie: 1985 - Durée: 20 min. - Label: PolyGram music Video  |
| Knebworth '90                                          | - Sortie: 1990 - Durée: 18 min. - Label: Castle Music Pictures |
| Dire Straits: The Videos                               | - Sortie: 1992 - Durée: 96 min. - Label: Polygram Music Video  |
| On the Night                                           | - Sortie: 1993 - Durée: 95 min. - Label: Polygram Music Video  |
| Sultans of Swing: The Very Best of Dire Straits        | - Sortie: 1999 - Durée: 90 min. - Label: Universal Music Video |
| Sultans of Swing: The Very Best of Dire Straits        | - Sortie: 1999 - Durée: 90 min. - Label: Universal Music Video |
| Sultans of Swing: Live in Germany                      | - Sortie: 2008 - Durée: 84 min. - Label: Immortal              |
| Stratospheric Sounds: Live In Basel, Switzerland, 1992 | - Sortie: 2011 - Durée: 123 min. - Label: Showtime             |